# Bosc Estatal de Fontpedrosa
El Bosc Estatal de Fontpedrosa és un bosc de 21,03 ha d'extensió del terme comunal de Fontpedrosa, a la comarca del Conflent (Catalunya del Nord).
Està situat al nord-est del terme de Fontpedrosa, a l'esquerra de la Tet. Té el codi d'identificació de l'ONF F16302Z.
El bosc està sotmès a una explotació gestionada per l'Office National des Forêts (ONF); la propietat del bosc és estatal, procedent d'antigues possessions reials. En el terme de Fontpedrosa hi ha també el Bosc Comunal de Fontpedrosa.